# Saint-Remy-sur-Bussy
Saint-Remy-sur-Bussy  là một xã thuộc tỉnh Marne trong vùng Grand Est đông nam nước Pháp. Xã này nằm ở khu vực có độ cao trung bình 147 mét trên mực nước biển.